# Пауатлан
Пауатлан (исп. Pahuatlán), официальное название Пауатлан дель Валле — муниципалитет в Мексике, входит в штат Пуэбла, находится на северо-западе штата. Пауатлан находится в горном регионе Сьерра Норте в Центральной Мексике . Население на 2010 год — 20619 человек.
В центральной части города дороги вымощены камнем, а дома традиционно насчитывают два этажа и украшены кованными балконами. Крыши высокие и покрыты красной черепицей.
На центральной рыночной площади продаются текстильные и кожаные изделия ручной работы, а также керамика и другие изделия народного промысла.
Перед Великим пасхальным постом  в городе проходит Карнавал «Huehues of Pahuatlán», длящийся восемь дней.
25 июня город отмечает мессами и праздничным шествием с фейерверками праздник одного из двенадцати апостолов Иисуса- Иакова, считающегося покровителем городского прихода.

## История
Начало городу положило строительство монастыря  августинцами  в 1532 году. Муниципальный статус получен в 19 веке.

## Соседние города и деревни
Наупан 6.8 км, Оней 7.9 км,	Тлакуилотепек 10 км, Тенанго де Дория 10.4 км, Акашочитлан 14.4 км,	Сан Бартоло, Тутотепек 14.4 км, Уаучинанго 15 км, Хуан-Галиндо 16.9 км, Метепек 18.8 км, Хикотепек 19.8 км.